# Aidí
Aidí es una localidad española del municipio de Llavorsí, perteneciente a la provincia de Lérida, en la comunidad autónoma de Cataluña.

## Toponimia
El lugar puede aparecer referido con las grafías «Aidí» y «Aydi».

## Historia
Hacia mediados del siglo XIX, el lugar, por entonces con ayuntamiento propio, tenía contabilizada una población de setenta habitantes. Aparece descrito en el primer volumen del Diccionario geográfico-estadístico-histórico de España y sus posesiones de Ultramar de Pascual Madoz con las siguientes palabras:

AIDI (tambien se escribe AYDI): l. con ayunt. de la prov. de Lérida (33 horas), part. jud. de Sort (5), adm. de rent. de Tremp (16), aud. terr. y c. g. de Cataluña (Barcelona 50), dióc. de Seo de Urgel (12), oficialato de Cardós. Sit. en la cumbre de un cerro rodeado de altas montañas á 1/4 de hora de la márg. izq. del r. Noguera Pallaresa, y á la der. del camino que conduce á Francia pasando por el valle de Arán: combátenle principalmente los vientos del N. y S. que hacen el clima bastante sano, aunque por la mala calidad de las aguas de que el vecindario hace uso, suelen desarrollarse algunas paperas, llamadas en el pais golls, y varias calenturas catarrales y pulmonias producidas por la frialdad de la atmósfera. Tiene 12 casas y una igl. parr. bajo la advocacion de la Vírgen del Rosario: es matriz y tiene por aneja la de Estaron, cuyos vec. concurren tambien á formar el ayunt. de Aidi; el curato de la clase de rectorias es de entrada y lo prevee S. M. ó el diocesano segun los meses en que vaca, pero siempre mediante oposicion en concurso general: tiene obligacion el párroco de servir ambas igl. Confina el térm. por N. con el de Estaron á 1/4 de hora. por E. con el de Tirvia á 1 1/2; por S. con el de Llaborsí á 1/2 y por O. con el de Arestuy á 1 hora. El terreno es áspereo, montuoso, quebrado y de inferior calidad: la parte inculta únicamente ofrece pastos y almendros: la tierra destinada á labor asciende á unos 150 jornales, de los cuales se riega una pequeña parte con las aguas del Noguera Pallaresa y con las de varias fuentes que brotan en distintos puntos del térm. y sirven tambien para surtido del vecindario, no obstante ser muy fuertes y algun tanto perjudiciales á la salud, segun se dijo. Cruza el term. el camino que conduce á Estaron y se encuentra en mal estado. La correspondencia se recibe de Tremp por un balijero que la lleva hasta Llaborsi, desde cuyo punto la conduce al pueblo un espreso: llega á las ocho de la mañana los jueves y domingos, y sale los mártes y viérnes á la siete de la tarde. Prod. centeno, patatas, y pocas legumbres: cria ganado lanar, vacuno, de cerda, y algun mular y caballar: caza de liebres, conejos, codornices y muchas perdices: pesca de truchas en el Noguera. Comercio: el de importacion de vino, aceite, y géneros coloniales. Pobl. 12 vec.: 70 alm. cap. imp. 12,011 rs. contr. 1,325 rs. El presupuesto municipal asciende á 350 rs, que se cubren por reparto entre los vec.
(Madoz, 1845, p. 166)

El municipio de Aidí desapareció de cara al censo de 1857, al incorporarse al de Llavorsí. En 2023, la entidad singular de población tenía empadronados dieciséis habitantes y el núcleo de población, también dieciséis.